# Chlosyne gorgone
Chlosyne gorgone ist ein Schmetterling (Tagfalter) aus der Familie der Edelfalter (Nymphalidae). 

## Merkmale

### Falter
Die Flügelspannweite der Falter beträgt 32 bis 45 Millimeter. Die Vorderflügeloberseiten sind gelbbraun bis braun orange gefärbt und haben ein Muster aus schwarzen Würfelflecken sowie einen breiten aufgehellten Querstreifen in der Postdiskalregion. Auf den Unterseiten der Hinterflügel sind abwechselnd braungelbe und helle Binden zu erkennen, die teilweise mit schwarzen Punkten ausgefüllt sind. In der Mitte der Hinterflügelunterseite befindet sich eine silberweiße, aus keilförmigen Zeichen gebildete Binde. Dadurch unterscheiden sich die Falter von anderen Chlosyne-Arten.

### Ei, Raupe, Puppe
Die Eier sind grünlich gefärbt. Sie werden in Gruppen auf der Unterseite der Blätter der Nahrungspflanze abgelegt.
Junge Raupen sind nahezu einfarbig schwarz, Ausgewachsene haben eine orange oder gelbbraune Grundfarbe und eine breite schwarze Rückenlinie. Auf jedem Segment befinden sich schwarze Querstreifen, von denen dunkle, verzweigte Dornen ausgehen. Der Kopf ist glänzend schwarz.
Die Puppe kann je nach dem Vorkommensgebiet in unterschiedlichen Brauntönungen auftreten und ist zuweilen mit sehr kleinen hellen oder dunklen Sprenkeln versehen. Sie ist als Stürzpuppe ausgebildet.

## Verbreitung und Vorkommen
Das Hauptverbreitungsgebiet der Art reicht vom Südwesten Kanadas durch die mittleren US-Bundesstaaten bis in den Norden von Texas. In einigen US-Bundesstaaten und in Kanada kommt die Unterart Chlosyne gorgone carlota (Reakirt, 1966) vor. Die Tiere besiedeln bevorzugt offene Prärielandschaften.

## Lebensweise
Die Falter fliegen im Norden sowie in höheren Lagen in einer Generation von Mitte Mai bis Ende Juli, in der Mitte des Verbreitungsgebiets in zwei Generationen von Juni bis August und in den südlichen Regionen in mehreren Generationen von April bis September. Sie saugen gerne an Blüten. Junge Raupen leben gesellig. Sie ernähren sich von den Blättern verschiedener Korbblütlergewächse (Compositae), insbesondere von Sonnenblumenarten (Helianthus).